# Vivienne Newport

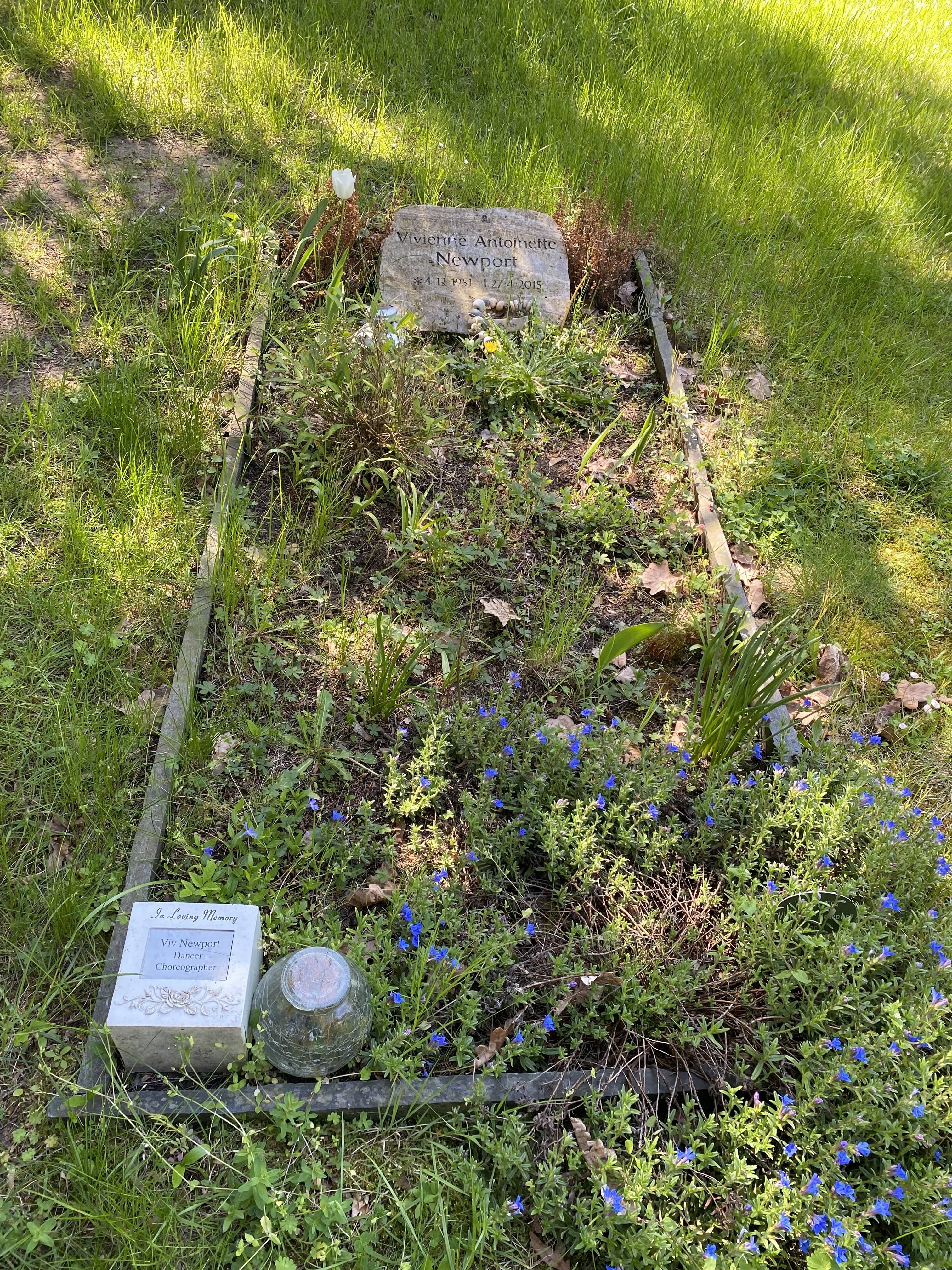
Grabstätte auf dem Friedrichswerderschen Friedhof

Vivienne Newport (* 4. Dezember 1951 in Bristol; † 27. April 2015 in Berlin) war eine Tänzerin, Choreografin und Leiterin der im Oktober 1981 am Frankfurter Theater am Turm (TAT) gegründeten Company Vivienne Newport.

## Leben
Vivienne Newport erhielt nach dem Tanzstudium in London ihre weitere Tanzausbildung an der Folkwang-Hochschule in Essen. Dort hatte der Tänzer, Choreograf und Tanzpädagoge Kurt Jooss 1961 Meisterklassen eingerichtet, aus denen später das „Folkwang-Ballett“ hervorging. 1969 wurde Pina Bausch die Nachfolgerin von Kurt Jooss als künstlerische Leiterin. Mit Beginn der Spielzeit 1973/74 übernahm sie die Leitung des Balletts der Wuppertaler Bühnen. Vivienne Newport gehörte 1973 neben Malou Airaudo, Jan Minařík, Dominique Mercy, Tjitske Broersma und Gabriel Sala zur ersten Tänzergeneration des neugegründeten Tanztheaters Wuppertal Pina Bausch. Das erste Stück erlebte am 5. Januar 1974 seine Uraufführung: Fritz, ein Tanzabend von Pina Bausch mit der Musik von Gustav Mahler und Wolfgang Hufschmidt, gekoppelt mit Der grüne Tisch von Kurt Jooss und Rodeo von Agnes de Mille.
Das Grab von Vivienne Newport befindet sich auf dem Friedrichswerderschen Friedhof in Berlin.

## Werk

### Tänzerin in Stücken von Pina Bausch
- 1973: Fritz
- 1974: Ich bring dich um die Ecke
- 1974: Adagio
- 1975: Orpheus und Eurydike
- 1975: Frühlingsopfer
- 1976: Die sieben Todsünden
- 1977: Blaubart
- 1977: Komm tanz mit mir
- 1977: Renate wandert aus
- 1978: Er nimmt sie an der Hand und führt sie in das Schloß, die anderen folgen
- 1978: Kontakthof
- 1978: Arien
- 1980: 1980
- 1981: Bandoneon

### Choreografien
- 1982: Mist

UA Theater am Turm (TAT) Frankfurt am 15. Januar 1982 mit vier Tänzern und einem Schauspieler, der Amerikanerin Coral Lebleboojian, der Französin Florence Bonnefont, der Irin Finola Cronin, dem Algerier Mourad Beleksir und dem Deutschen Lothar Kompenhans.
- 1982: Hinter der Scheune überfrisst sich ein Ochse

Oeuvre mit Texten, Musik und Liedern von Erik Satie, Sophie Tucker und Louis Armstrong. UA Theater am Turm (TAT) Frankfurt am 6. Mai 1982 mit Coral Lebleboojian, Florence Bonnefont und Finola Cronin. Am Klavier Peter Lamb.
- 1982: Trigger

UA Theater am Turm (TAT) Frankfurt am 28. Oktober 1982 mit Uwe Wenzel, Jürgen Noll, Finola Cronin, Coral Lebleboojian, Florence Bonnefont und Lothar Kompenhans.
- 1982: Damals (That Time). Einakter von Samuel Beckett.

Als Tanztheaterstück uraufgeführt im Rahmen des Beckett-Projekts des Theaters am Turm (TAT) Frankfurt am 10. Dezember 1982 mit Coral Lebleboojian, Finola Cronin, Jürgen Noll und Gerhart Hinze.
- 1983: Persicaire

UA Theater am Turm (TAT) Frankfurt am 21. April 1983 mit Florence Bonnefont, Finola Cronin, Lothar Kompenhans, Coral Lebleboojian, Jürgen Noll, Uwe Wenzel und Zazie de Paris.
- 1983: Weder den Tag noch die Stunde

UA Theater am Turm (TAT) Frankfurt am 6. Oktober 1983 mit Finola Cronin, Florence Bonnefont, Coral Lebleboojian, Jürgen Noll und Uwe Wenzel. Film: Rüdiger Geissler
- 1984: Ertrinken

UA Theater am Turm (TAT) Frankfurt am 6. April 1984 mit Finola Cronin, Alexander Dombrowski, Armin Hauser, Coral Lebleboojian, Elfriede Müller, Jürgen Noll, Berna Uythof und Uwe Wenzel. Raum: Alain Fressanges. Film: Rüdiger Geissler.
- 1984: Verschwinden mit dem Licht

UA Theater am Turm (TAT) Frankfurt am 2. November 1984  mit Florence Bonnefont, Armin Hauser, Coral Lebleboojian, Elfriede Müller, Jürgen Noll, Berna Uythof und Uwe Wenzel. Film: Rüdiger Geissler.
- 1985: Scheiszegal

UA Theater am Turm (TAT) Frankfurt am 10. Januar 1985 mit Florence Bonnefont, Finola Cronin, Berna Uythof, Coral Lebleboojian und Uwe Wenzel. Mit sechs Liedern (six sick songs) für das Stück ausgedacht, geschrieben, komponiert von Chris Newman. Am Klavier: Stefan Schädler
- 1986: Gegen Abend traf Heinrich Sybille

UA Theater am Turm (TAT) Frankfurt am 13. Juni 1986 mit Florence Bonnefont, Patrik Erni, Armin Hauser, Andreas Kühl, Alison Moore, Elfriede Müller, Berna Uythof.
- 1987: Elbestraße 17

UA Gallus Theater Frankfurt am 3. März 1987, Solotanzperformance Vivienne Newport.
- 1987: Savannah.

UA Gallus Theater Frankfurt am 1. Oktober 1987 mit Florence Bonnefont, Armin Hauser, Andreas Kühl, Elfriede Müller und Berna Uythof.
- 1988: Beggars Folies and Savannah. Premiere  im Münchner Cafe Giesing (Cafe von Konstantin Wecker) im Dez. 1988, Co-Produzent war der Münchner Galerist Rüdiger Schöttle. Film: Rüdiger Geissler. Gallus Theater Frankfurt am 11. November 1988 mit Florence Bonnefont, Armin Hauser, Elfriede Müller und Berna Uythof. Ein Doppelabend
- 1988: Ricercare - das musikalische Opfer

Kurzfilm für ORF Wien mit Florence Bonnefont, Patrik Erni, Andreas Kühl und Berna Uythof.
- 1989: Squeeze.

UA Künstlerhaus Mousonturm Frankfurt am 1. Juni 1989 mit Catherine Chapell, Patrik Erni, Armin Hauser, Madelon Nicklisch und Udo Zickwolf. Gastspiel in Udine.
- 1989: Schweigentonzwei

UA Landestheater Tübingen (LTT) am 1. Dezember 1989 mit Catherine Chapell, Patrik Erni, Hubert Harzer, Armin Hauser, Madelon Nicklisch, Christine Seeberger,  Ernst Sigrist, Berna Uythof und Udo Zickwolf. Musik von Adriana Hölszky, Texte von Elfriede Müller.
- 1992: Zahn um Zahn

UA Hochregallager der ehemaligen Adlerwerke Frankfurt am 6. November 1992 mit Armin Dallapiccola, Ingrid Kerec, Kiri McGuigan und Udo Zickwolf. Im Rahmen der Kulturwochen Gallus eine Veranstaltung des Gallus Theaters Frankfurt.
- 1995: Hemlock

UA Entkernter Innenhof der ehemaligen Adlerwerke Frankfurt am 24. August 1995 mit Toni Abbattista, Ingrid Kerec, Egmont Körner, Patricia Schmid, Namé Vaughn, Uwe Volkert und Yoshiko Waki. Die Zuschauer schauten aus den hohlen Fenstern des dritten Stocks in den leeren Innenhof. Eine Veranstaltung des Gallus Theaters Frankfurt.
- 1997: Deep See Fishing

UA Neue Tiefgarage unter den Adlerwerken Frankfurt am 28. August 1997 mit Toni Abbattista, Armin Dallapiccola, Ingrid Kerec, Hiekyoung Kim, Karin Lechner und Uwe Volkert. Eine Veranstaltung des Gallus Theaters Frankfurt.
- 1998: Distanz

UA Gallus Theater in den Adlerwerken Frankfurt am 9. Juli 1998 mit Armin Dallapiccola, Thomas Langkau, Karin Lechner, Uwe Volkert und Yoshiko Waki.
- 2000: Nicht/Nacht/Nicht

UA Gallus Theater Frankfurt am 8. Juni 2000 mit Armin Dallapiccola, Thomas Langkau, Karin Lechner und Uwe Volkert.
- 2000: Cabaret Physique

UA Gallus Theater Frankfurt am 30. August 2000 mit Florian Eckhardt, Thomas Langkau, Karin Lechner, Sabine Lindlar und Uwe Volkert.
- 2002: ‘n Blick in der Stadt

UA Berliner StaatsPOPerette im GRIPS Theater Berlin am 26. Dezember 2002 von Eva Blum und Matthias Witting mit Claudia Balko, Falk Berghofer, Eva Blum, Marie Cammin, Claudius Freyer, Christian Giese, Michaela Hanser, Bettina Theil
- 2003: Totentanz

Motette von Hugo Distler für Chor und Sprecher. Inszenierung für die „Lange Nacht auf dem Südwestkirchhof in Stahnsdorf“ mit Mitgliedern der Company Vivienne Newport. Sprecher: Karim Cherif, Peter Hahn, Thomas Langkau, Armin Dallapiccola, Anna Stock, Lisa Weber und Ruth Zschoche. UA am 30. August 2003.
- 2005: Sehnsucht will träumen

UA Staatstheater Kassel am 12. März 2005
- 2005: Die Stunde da wir nichts voneinander wussten. Von Peter Handke

Inszenierung am Staatstheater Kassel